# North London Line
North London Line (Linia Północnego Londynu) – linia kolejowa położona w całości w granicach Wielkiego Londynu, obejmująca 23 czynne stacje. Krańcami linii są stacje Richmond oraz Stratford. Od 2007 linia jest obsługiwana wyłącznie przez podmioty podległe Transport for London, ciału zarządzającemu londyńską komunikacją miejską. Głównym operatorem linii jest London Overground, realizujące przewozy na całej jej długości. Dodatkowo odcinek od Richmond do Gunnersbury należy równocześnie do sieci metra, a dokładniej do District Line.

## Stacje
- Richmond
- Kew Gardens
- Gunnersbury
- South Acton
- Acton Central
- Willesden Junction
- Kensal Rise
- Brondesbury Park
- Brondesbury
- West Hampstead
- Finchley Road & Frognal
- Hampstead Heath
- Gospel Oak
- Kentish Town West
- Camden Road
- Caledonian Road & Barnsbury
- Highbury & Islington
- Canonbury
- Dalston Kingsland
- Hackney Central
- Homerton
- Hackney Wick
- Stratford

## Galeria

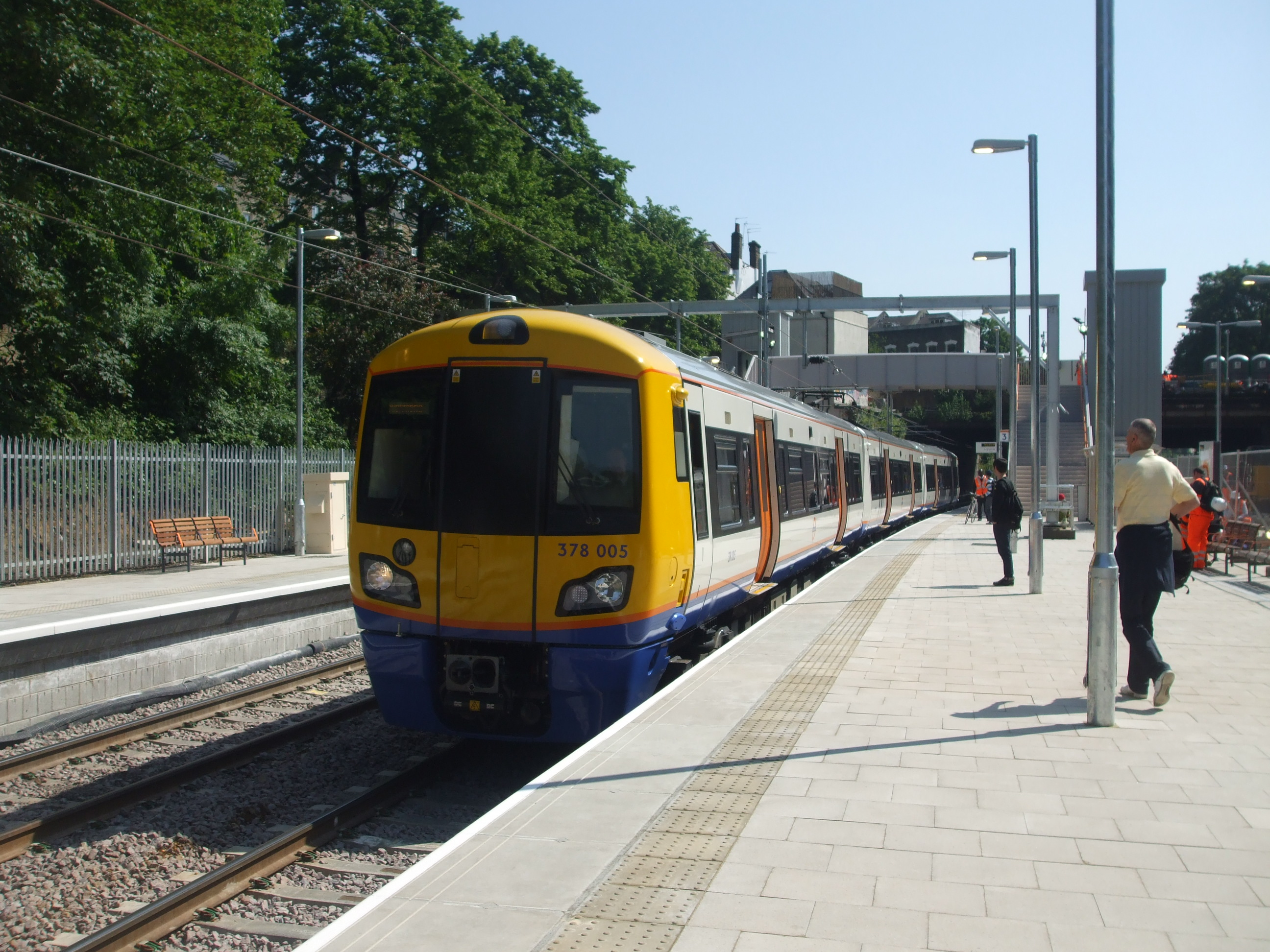
Pociąg typu British Rail Class 378 w barwach London Overground na stacji Canonbury
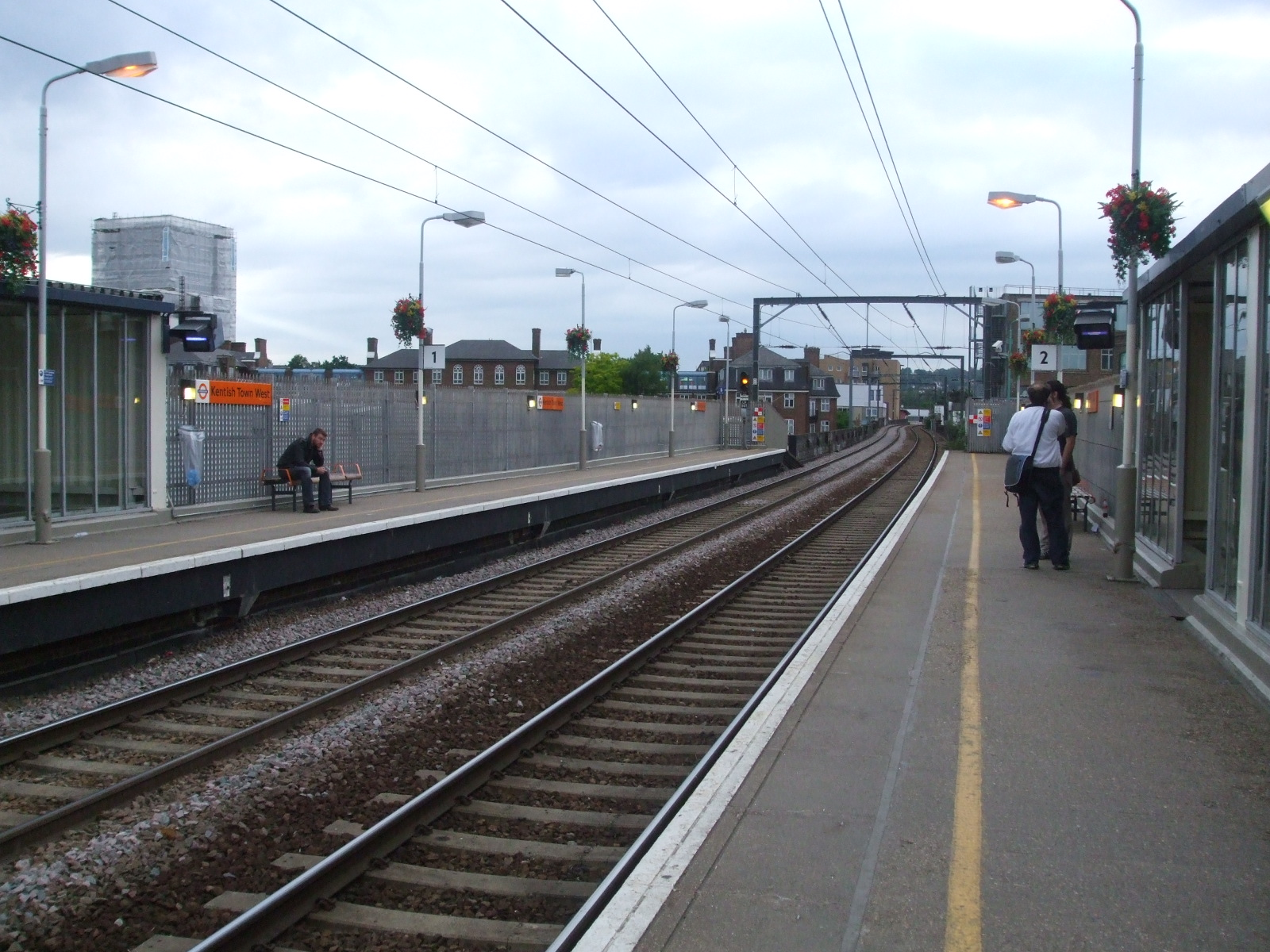
Tory i perony na stacji Kentish Town West
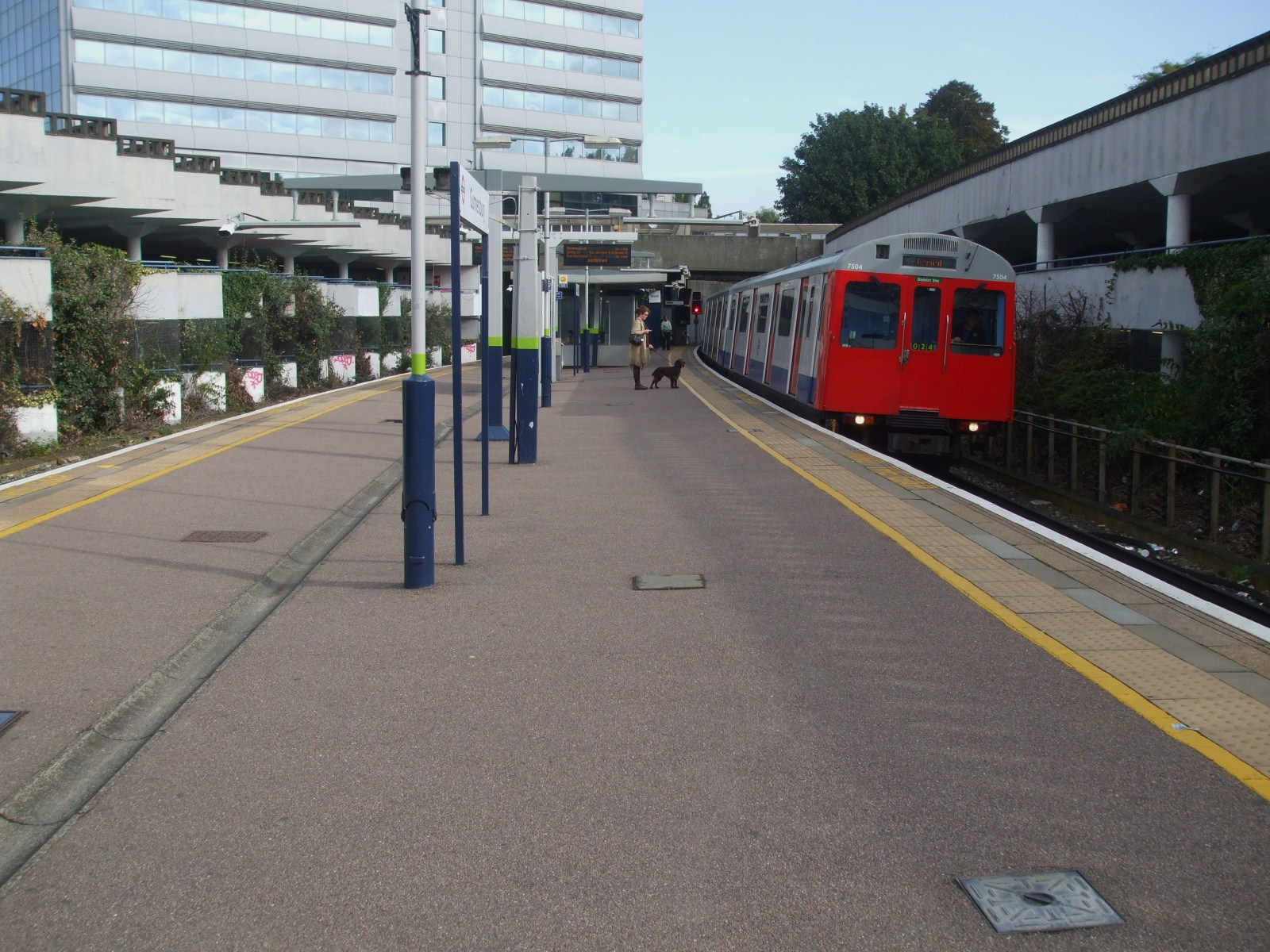
Pociąg metra na stacji Gunnersbury